# گل جاسوزنی
گل جاسوزنی (نام علمی: Leucospermum) نام یک سرده از تیره شکرپارگان است.